# Milton Obote
Apollo Milton Obote (28 de dezembro de 1924 - 10 de outubro de 2005) foi presidente de Uganda entre 1966 e 1971 e retornou ao poder entre 1980 e 1985.

## Biografia
Milton Obote nasceu em uma pequena vila, chamada Akokoro, filho de Stanley Opeto, um chefe da vila, e Puliska Opeto, dona de casa, como o terceiro filho de 11 irmãos.
Estudou na Escola Primária de Ibuje, em Lira, e mais tarde se mudou para Jinja, onde ingressou no renomado Busoga College, em Mwiri, para cursar o ensino superior. Mais tarde, ele se qualificou para ingressar no Makerere College (hoje Universidade Makerere) para estudar Economia. No entanto, Obote não concluiu seus estudos e há relatos conflitantes sobre o motivo pelo qual ele deixou a universidade sem concluir o curso. Ele alegou que o fez porque estava sendo forçado a estudar algo com o qual não se sentia confortável. Ele explicou que seu principal objetivo era estudar Direito e não Economia. Outro relato, no entanto, indica que ele foi expulso da universidade após liderar uma greve. Ao deixar Makerere, tentou obter várias bolsas de estudo nos EUA e no Reino Unido, mas seus planos foram frustrados pelos britânicos.
Ainda estudante, o jovem Obote já se destacava como líder. Em Lango e em muitas partes do norte, mobilizou as massas tanto para o trabalho quanto para a autodeterminação política. Obote decidiu trabalhar como operário temporário para a construtora Mowlem e foi transferido para o Quênia. Logo se juntou à luta pela independência no Quênia, e seu partido político de escolha foi a União Africana do Quênia. Assim, Obote começou sua carreira política ao lado de Jomo Kenyatta no Quênia. Em seu retorno a Uganda, ele se juntou ao Congresso Nacional de Uganda (UNC), do qual logo se tornou vice-presidente, e foi eleito para a legislatura colonial em 1958, pelo Conselho Distrital de Lango. Em 1959, o UNC se dividiu e Obote tornou-se líder do recém-formado Congresso do Povo de Uganda (UPC).
Obote representou o UPC na Conferência Constitucional de Uganda, realizada na Lancaster House em 1961, ao lado do colega político ugandense A. G. Mehta. A Conferência foi organizada pelo Governo Britânico para abrir caminho para a independência de Uganda.

### Primeiro-ministro
Em 1962, após perder nas eleições anteriores, Obote aliou-se ao partido monarquista Kabakka Yekka (KY), que defendia amplamente os direitos de Buganda. A aliança venceu as eleições de independência, o que lhes garantiu a formação do primeiro governo independente. Posteriormente, Obote tornou-se o primeiro-ministro executivo de Uganda, enquanto Sir Edward Mutesa tornou-se o presidente cerimonial. Em 1963, recebeu o título honorário de Doutor em Direito da Universidade de Long Island e no ano seguinte, da Universidade de Déli.
Em janeiro de 1964, ocorreu um motim no quartel militar de Jinja, a segunda cidade de Uganda e sede do 1º Batalhão do Exército de Uganda. Antes que o apoio de tropas do exército britânico chegassem, Obote enviou seu ministro da defesa, Felix Onama, para negociar com os amotinados. Onama foi mantido refém e concordou com muitas demandas, incluindo aumentos salariais significativos para o exército e a rápida promoção de muitos oficiais, incluindo o futuro presidente Idi Amin. Mais tarde naquele ano, ele participou da 2ª Cúpula do Movimento dos Países Não Alinhados no Cairo. Em 1965, os quenianos foram impedidos de ocupar cargos de liderança no governo, e isso foi seguido pela remoção em massa de quenianos de Uganda em 1969, sob a orientação de Obote.
Como primeiro-ministro, Obote foi implicado em uma conspiração de contrabando de ouro, juntamente com Idi Amin, então vice-comandante das forças armadas de Uganda. Quando o Parlamento exigiu uma investigação de Obote e a expulsão de Amin, ele suspendeu a constituição e declarou-se presidente em março de 1966, atribuindo a si mesmo poder quase ilimitado sob decisões de estado de emergência. Vários membros de seu gabinete, que eram líderes de facções rivais no partido, foram presos e detidos sem acusação. Obote respondeu com um ataque armado ao palácio de Mutesa, que terminou com Mutesa fugindo para o exílio. O ataque foi liderado por Amin. Os Baganda estavam furiosos com Obote por destruir seu reino. Por sua vez, Obote alegou que o fez porque queria manter Uganda como nação. Em 1967, o poder de Obote foi consolidado quando o parlamento aprovou uma nova constituição que aboliu a estrutura federal da constituição de independência e criou uma presidência executiva.

### Presidência
Obote governou de forma autocrática. Durante seu mandato, oponentes políticos foram perseguidos, discriminados e torturados. Durante um congresso do UPC em 1969, Obote foi alvo de uma tentativa de assassinato, resultando em um ferimento à bala na cabeça. Após a tentativa, todos os partidos políticos da oposição foram banidos, deixando Obote como um líder efetivamente supremo. Um estado de emergência esteve em vigor durante a maioria do tempo e muitos oponentes políticos foram presos sem julgamento por toda a vida. O regime de Obote aterrorizava, assediava e torturava pessoas. Sua polícia secreta, a Unidade de Serviços Gerais, liderada pelo primo de Obote, foi responsável por muitas crueldades.
Entre 1969 e 1970, Obote publicou numerosos textos de propaganda anunciando um maior foco na redução da pobreza e uma guinada mais à esquerda (The Common Man's Charter). Obote nacionalizou vários negócios. Implementou diversos projetos de desenvolvimento, como grandes hospitais e grandes escolas por todo o país. A escassez de alimentos elevou os preços ao teto. A perseguição de Obote aos comerciantes indianos contribuiu para esse aumento nos preços.
Obote foi o primeiro Reitor da Universidade Makerere, a partir de 1970, quando a instituição se tornou uma universidade nacional independente da República de Uganda, até 1971 e depois de 1981 a 1985.
Em 1970, os britânicos e israelenses, que apoiavam Uganda há muito tempo, romperam completamente com ele e uma conspiração para se livrar de Obote foi então tramada. Em 25 de janeiro de 1971, o exército aproveitou a visita de Obote a uma reunião da Commonwealth em Singapura para dar um golpe, e o chefe do exército Idi Amin chegou ao poder. Nos dois anos anteriores, as relações com o Ocidente se deterioraram gradualmente. Surgiram suspeitas de que o Ocidente estava envolvido ou informado sobre o golpe.
Obote acabou na Tanzânia como refugiado, mas logo começou a organizar combatentes para retornar e derrubar Idi Amin. Em 1971, tentou organizar uma força para atacar Uganda a partir do Sudão. Em setembro de 1972, um ataque organizado por ele e outros exilados, como Yoweri Museveni, finalmente ocorreu. No entanto, foi um fiasco, pois as forças de Amin derrotaram os agressores e os expulsaram de volta para a Tanzânia. Mas a amizade de Obote com Julius Nyerere obrigou-o a permanecer na Tanzânia e a continuar a organizar-se. Quando Amin atacou a Tanzânia em 1978, Obote e os seus combatentes, por um lado, e outros grupos, como a FRONASA, apoiados pelo governo tanzaniano, contra-atacaram e, em 11 de abril de 1979, derrubaram Amin.
Em março de 1979, Obote e outros exilados ugandenses fundaram a Frente de Libertação Nacional de Uganda (UNLF). Esta organização assumiu provisoriamente o poder em Uganda. Obote venceu eleições disputadas em setembro de 1979. Pouco depois, os conflitos recomeçaram. Muitos membros da UNLF saíram e lutaram contra eles. As estimativas sugerem que entre 100.000 e 300.000 pessoas morreram como resultado dos combates entre o Exército de Libertação Nacional de Uganda (UNLA) de Obote e vários outros grupos militares, principalmente o Exército de Resistência Nacional (NRA) de Museveni. Obote foi deposto em 1985 pelo Tenente-General Bazilio Olara Okello. Um conselho militar liderado por Tito Okello foi estabelecido. Dentro de um ano, Museveni assumiu o controle político de Uganda.
Obote fugiu para a Zâmbia, onde permaneceu. Foi levado para tratar a saúde na África do Sul, onde morreu de insuficiência renal em um hospital em Johanesburgo, em 10 de maio de 2005.
Milton Obote recebeu um funeral de estado, com a presença do presidente Museveni, na capital Campala, em outubro de 2005, para surpresa de muitos ugandenses, porque ele e Museveni eram rivais ferozes. Ele deixou a esposa e cinco filhos. Em 28 de novembro de 2005, sua esposa Miria Obote foi eleita presidente da UPC.